# Gestión de servicios de tecnologías de la información
La gestión de servicios de tecnologías de la información (en inglés IT Service Management, ITSM) es una disciplina basada en procesos, enfocada en alinear los servicios de TI proporcionados con las necesidades de las empresas, poniendo énfasis en los beneficios que puede percibir el cliente final. ITSM propone cambiar el paradigma de gestión de TI, por una colección de componentes enfocados en servicios de punta a cabo usando distintos marcos de trabajo con las "mejores prácticas", como por ejemplo la Information Technology Infrastructure Library (ITIL) o el eSCM (enabled Service Capability Model).

## Introducción
La Gestión de Servicios de TI requiere de una integración correcta de tres factores: personas, procesos y tecnología.

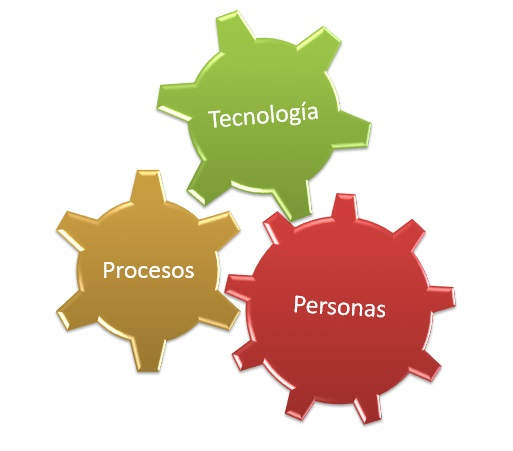
Factores Gestión TI

Los proveedores de los servicios de TI no pueden seguir manteniendo su enfoque en la tecnología y sus propias organizaciones, ahora tienen que considerar la calidad de los servicios que proveen y enfocarse en sus relaciones con los clientes
Usualmente la gestión de servicios de TI involucra el uso de outsourcings, insourcings y servicios compartidos. Es extremadamente importante mantener una base de conocimiento amplia dentro de la organización para que estas prácticas sean exitosas.
Los objetivos de una buena gestión de servicios TI han de ser:
- Proporcionar una adecuada gestión de la calidad.
- Aumentar la eficiencia.
- Alinear los procesos de negocio y la infraestructura TI.
- Reducir los riesgos asociados a los Servicios TI.
- Generar negocio.

## Principios generales
En el ámbito de la gestión de servicios de tecnologías de la información, existen diversos principios generales que proporcionan una base sólida para el diseño e implementación de los servicios. Estos principios incluyen:
1. Orientación al cliente: Los servicios deben diseñarse y entregarse teniendo en cuenta las necesidades y expectativas de los clientes. Es fundamental comprender sus requisitos y garantizar que los servicios proporcionen valor real y satisfagan sus necesidades.
2. Enfoque en el valor: Los servicios deben generar valor para la organización y los clientes. Esto implica identificar y ofrecer los beneficios que se esperan obtener, y equilibrarlos con los costos y riesgos asociados.
3. Enfoque en los resultados: La gestión de servicios de tecnologías de la información se centra en los resultados y logros, más que en los esfuerzos o actividades. Es importante establecer metas claras y medibles, y monitorear el progreso hacia su consecución.
4. Integración y colaboración: La gestión de servicios requiere una estrecha colaboración entre los diferentes equipos y áreas dentro de la organización. La integración de los procesos, roles y responsabilidades es esencial para garantizar una entrega eficiente y coordinada de los servicios.

## Alineación con los objetivos del negocio
Las organizaciones actuales hacen inversiones importantes en recursos de tecnología de información para apoyar los procesos de negocio. El valor significativo y relevante que el uso de la información tiene para las organizaciones, determina que todos los procesos relativos a la producción, administración y uso de servicios de Tecnologías de Información (TI) deben ser óptimamente gestionados y controlados para asegurar la calidad de la información, soporte del cumplimiento de los objetivos del negocio.
Los procesos de datos e información producto de las operaciones y procesos del negocio, requieren la aplicación de técnicas y medidas de control en el marco de un sistema de gestión que garantice la prestación de los servicios y la reducción de vulnerabilidad a amenazas generadoras de riesgo que pongan en peligro la estabilidad del sistema operacional, organizacional y del sistema macro del negocio. Todo lo anterior, justifica la necesidad de optimizar los recursos de TI en apoyo y alineación con los objetivos de negocio a través de procesos efectivos de "Gestión de servicio TI". 
En las organizaciones existe una organización de TI que genera y provee los servicios de TI y un grupo de clientes internos (usuarios) y externos que demandan esos servicios y esperan su prestación oportuna y con calidad. Las relaciones y comunicaciones entre el proveedor de TI y los clientes de TI deben ser canalizadas a través de un sistema que garantice la optimización de los procesos de entrega y soporte de servicios a través de la consolidación de Gestión de Servicio TI. 
Las inversiones en la infraestructura de TI y en los activos de información de las organizaciones cada vez son más importantes, lo cual justifica la implementación de sistemas que aseguren el rendimiento de los procesos basados en servicios de TI para asegurar la reducción del costo total de propiedad (TCO) y un retorno de la inversión (ROI) razonable. Hasta ahora, solo algunas empresas de alto nivel y tamaño han asumido e incorporado a su cultura organización y planes de negocio, los procesos de Gestión de Servicio TI basada en las mejores prácticas de aceptación internacional. 
Este nuevo paradigma basado en el servicio debe tener un acercamiento a las organizaciones de cualquier tamaño, las empresas deben adoptar y adaptar estas mejores prácticas bajo un enfoque de "Calidad de Servicio" y oportunidad para el cambio del negocio con la aplicación de estándares actualizados. Este paradigma se fundamenta en el mejoramiento continuo de la Cultura de Servicio TI.
Los productos y servicios de estos marcos de referencia están orientados a la implementación de sistemas consolidados de mejoramiento continuo en la gestión de servicio de tecnología de información en alineación con los objetivos del negocio, de punta a punta desde las fases de diagnóstico y de planificación hasta la implementación, monitoreo, supervisión y optimización.  La tendencia de Gestión de Servicio TI se basa en la promoción y soporte de aplicación de las mejores prácticas, marcos referenciales y estándares de aceptación internacional, tales como ISO/IEC 20000, ITIL, ITSCMM, COBIT, MOF, ISO/IEC -17799 – 2700X y otras.

## Gobierno de las TI
La Gobernanza de TI, traducción del conjunto de mejores prácticas establecidas como ITSM del inglés (Information Technology Service Management) acuñado a partir de la creación e implementación de los principios y fundamentos ingleses promovidos en el conjunto de prácticas documentadas en ITIL (Information Technology Infraestructure Library), normados en el código BS15000 (British Standard 15000) y que actualmente se ha internacionalizado y estandarizado a nivel global por la extensión en la norma ISO/IEC 20000, es hoy día un nuevo y vigoroso enfoque de prácticas a seguir y base de certificación en esquemas de negocio de mejoramiento continuo en el uso y aprovechamiento de Tecnologías de Información en apoyo al logro de los objetivos de negocio.

## Marcos de trabajo (Frameworks)
Existe una gran variedad de marcos de trabajo y autores que han contribuido a esta disciplina Algunos Marcos de Trabajo son:
- Information Technology Infrastructure Library (ITIL)
- ISO/IEC 20000 - Service Management (ISO/IEC 20000)
- Control Objectives for Information Technology (COBIT)
- Application Services Library (ASL)
- Business Information Services Library[5] (BISL)
- Microsoft Operations Framework (MOF)
- eServices Capability Model for Service Providers (eSCM_SP) y eServices Capability Model for Client Organizations (eSCM-CL) del ITsqc para la gestión de Sourcing.
- FitSM

### ITIL
La gestión de servicios de TI a menudo se equipara con ITIL, aunque hay una variedad de estándares y marcos que contribuyen a la disciplina general de ITSM. ITIL se originó como una publicación oficial de las agencias gubernamentales del Reino Unido (primero CCTA, luego OGC, luego la Oficina del Gabinete). En enero de 2014, la propiedad de ITIL se transfirió a Axelos, una empresa conjunta del gobierno del Reino Unido y Capita, una empresa internacional de subcontratación de procesos comerciales y servicios profesionales.
El libro básico de ITIL 4 se publicó el 18 de febrero de 2019. En su versión anterior (conocida como ITIL 2011), ITIL se publica como una serie de cinco volúmenes principales, cada uno de los cuales cubre una etapa diferente del ciclo de vida de ITSM.

### Service Desk
Un service desk es una función de TI principal dentro de la disciplina de la gestión de servicios de TI (ITSM) según lo define ITIL. Su objetivo es proporcionar un único punto de contacto ("SPOC") para satisfacer las necesidades de comunicación tanto de los usuarios como del personal de TI, y también para satisfacer los objetivos del cliente y del proveedor de TI. "Usuario" se refiere al usuario real del servicio, mientras que "Cliente" se refiere a la entidad que paga por el servicio.